# Île de Croÿ
L'île de Croÿ est une île de l'océan Indien située au large de la pointe nord-ouest de la Grande Terre des îles Kerguelen. Elle forme avec l'île du Roland, les îles Ternay et avec quelques îlots le groupe des îles Nuageuses.

## Géographie

### Topographie
Longue d'environ 6 km pour 2 km dans sa plus grande largeur, l'île de Croÿ couvre une superficie de 7 km2. L'île présente des pentes escarpées qui dévalent de part et d'autre d'une ligne de crête orientée est-ouest culminant à 518 mètres au pic de l'île de Croÿ. Un petit plateau perché, au sud, constitue le seul replat. Les côtes sont abruptes ; seules quelques plages se développent sur la façade sud-est. Dans le centre de l'île, le lac Claudine occupe un cratère d'origine volcanique.

### Climat
Son relief et la situation de Croÿ font que l'île présente une pluviosité et un brouillard encore plus important que dans le reste de l'archipel des Kerguelen. Comme la façade ouest de celui-ci, elle peut par ailleurs connaitre des vents extrêmement violents.

## Histoire
L'île de Croÿ est découverte lors de la seconde expédition de 1773 d'Yves Joseph de Kerguelen de Trémarec. Ce dernier la nomma ainsi en l'honneur du duc de Croÿ, un aristocrate et militaire français, grand amateur de géographie qui soutint l'expédition qui s'est déroulée au XVIIIe siècle

## Faune et flore
Croÿ présente la particularité d'avoir une faune préservée : elle n'a connu aucune introduction d'espèces allogènes comme cela fut le cas sur la Grande Terre et d'autres îles des Kerguelen.
Avec une colonie de quelque 7 800 couples reproducteurs d'albatros à tête grise (Thalassarche chrysostoma), l'île de Croÿ concentre plus de 99 % des nids de cette espèce recensés dans l'archipel des Kerguelen. Elle héberge aussi la plus importante colonie de l'archipel de gorfous macaroni (Eudyptes chrysolophus) avec environ un million de couples. Enfin, il s'agit du premier site où ont été redécouverts en 1982 des harems reproducteurs d'otaries de Kerguelen (Arctocephalus gazella).